# تخت (سقز)
قرية تَخت (بالكردية: تەخت) هي إحدى القرى التابعة لـتيله کو في ريف قسم زيويه من مقاطعة سقز، في محافظة كردستان الإيرانية.

## السكان
حسب إحصاءات سنة 2006، بلغ إجمالي السكان في تَخت 236 نسمة وعدد المساكن 51 مسكن. لغة سكان تَخت هي اللغة الكردية و هم من أهل السنة والجماعة والمذهب الشافعي.